# Tichon di Mosca
Tichon di Mosca, (italianizzato come Ticone), al secolo Vasilij Ivanovič Bellavin (in russo Василий Иванович Беллавин?) (Toropeč, 1º febbraio 1865 – Mosca, 7 aprile 1925), fu patriarca di Mosca e di tutta la Russia durante i primi anni dell'Unione Sovietica, dal 1917 al 1925; è venerato come santo dalla Chiesa ortodossa russa.

## Biografia
Nato a Toropeč, un villaggio dell'Oblast' di Pskov, dalla famiglia di un prete di campagna, Vasilij visse nel paese la sua infanzia e la sua fanciullezza a stretto contatto con i suoi concittadini. Dal 1878 al 1883 studiò nel Seminario Teologico di Pskov, dove si dimostrò così studioso nei confronti dei dettami del cristianesimo e così pronto ad aiutare i suoi compagni di corso in difficoltà che fu presto soprannominato il "Vescovo". Nel 1888, all'età di 23 anni, si laureò come laico all'Accademia Teologica di San Pietroburgo. Tornò allora al Seminario di Pskov dove divenne Professore di Teologia Dogmatica e Morale. Nel 1891, ventiseienne, fu consacrato monaco e decise di prendere il nome di Tichon in onore di San Tichon di Zadonsk. Fu consacrato Vescovo di Lubino il 19 ottobre 1897.

### Episcopato in Nord America
Il 14 settembre 1898 Tichon fu nominato Vescovo delle Isole Aleutine e dell'Alaska. A capo della Chiesa ortodossa russa negli Stati Uniti d'America, riorganizzò la propria diocesi e ne mutò il nome in «Diocesi delle Aleutine e del Nord America» nel 1900. Nello stesso periodo gli fu conferita la cittadinanza onoraria statunitense.
Ebbe due vescovi vicari negli Stati Uniti: Innocente (Pustinskij) in Alaska, e Raffaele (Hawaweeny) a Brooklyn. Nel giugno del 1905, Tichon diede la sua benedizione all'istituzione del Monastero di San Tichon in Pennsylvania. Il 22 maggio 1901, benedisse la prima pietra della Cattedrale di San Nicola a New York ed ebbe inoltre un ruolo importante nella fondazione di altre chiese in Nord America: il 9 novembre 1902 consacrò la chiesa di San Nicola a Brooklyn per gli immigrati della Chiesa ortodossa greca di Antiochia. Due settimane più tardi consacrò la Cattedrale di San Nicola a New York.

### Patriarcato

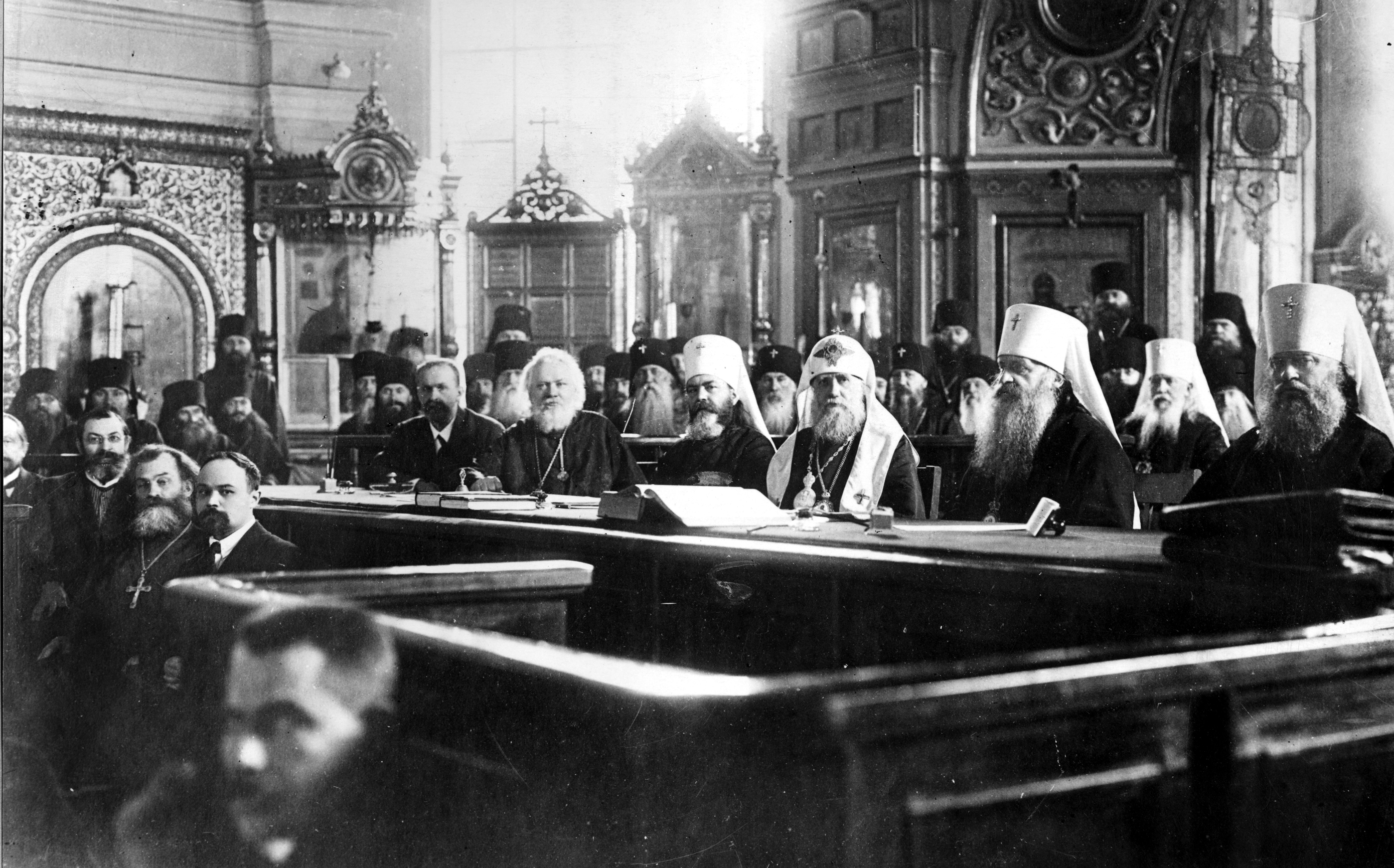
Tichon (terzo da destra) appena eletto Patriarca

Nel 1907, nominato Vescovo di Jaroslavl', fece ritorno in Russia. Cinque anni dopo, il 22 dicembre 1912, fu trasferito a Vilna. Il 21 giugno 1917 fu eletto dal Congresso diocesano del clero e dei laici Vescovo di Mosca e il 14 agosto venne nominato Metropolita di Mosca. ll giorno dopo, alla presenza del governo provvisorio, venne aperto dopo 2 secoli un sinodo nazionale, che il 28 ottobre restaurò il patriarcato e fu sospeso per gli eventi. Il 5 novembre dello stesso anno, dopo essere stato eletto come uno dei tre candidati al restaurato Patriarcato di Mosca, il metropolita Vladimir di Kiev annunciò che Tichon era stato scelto, mediante sorteggio, come nuovo Patriarca della Chiesa ortodossa di tutta la Russia.
Durante la Guerra civile russa, la Chiesa ortodossa fu considerata parte della fazione anti-bolscevica e molti membri del clero vennero incarcerati o uccisi dal nuovo regime. Il Patriarca condannò apertamente l'uccisione della famiglia dello Zar nel 1918 e protestò contro le persecuzioni cui la Chiesa ortodossa era oggetto. Nel 1922 fu nominato presidente onorario dello Zemskij sobor del Governo provvisorio del Priamur'e.
Dopo il consolidamento dell'URSS, Tichon fu accusato dal governo di sabotaggio, accusa per la quale fu di fatto imprigionato nel Monastero Donskoij dall'aprile 1922 al giugno 1923. Tra gli atti che gli furono contestati vi fu la sua veemente protesta contro la nazionalizzazione dei beni ecclesiastici. Tale condanna fu di risonanza internazionale e comportò numerose petizioni al governo comunista. Sotto minaccia, il Patriarca scrisse dal luogo ove era relegato numerose lettere ai credenti, nelle quali affermava di "non essere più nemico del potere Sovietico". L'analisi testuale di questi messaggi mostrò molte analogie con dei documenti del Politburo riguardanti "l'affare Tichon". Nonostante questa dichiarazione di lealtà, continuò ad avere la fiducia della comunità ortodossa russa. A ciò va aggiunto che già nel 1920 Tichon emanò un ukase con il quale invitò ed autorizzò i fedeli che riconoscevano la sua autorità residenti all'estero a cercare guida e protezione altrove, capendo che la propria libertà di espressione sarebbe stata fortemente limitata.
Ad ulteriore riprova di tale fatto è il suo testamento spirituale, scritto il giorno della sua morte, nel quale affida il destino della Chiesa ortodossa e del popolo russo al governo comunista. Tale documento, scritto in realtà dal Metropolita Pietro, fu uno strumento con il quale il governo sovietico cercò di legittimare il proprio potere agli occhi dei fedeli ortodossi.
Nel 1924 il Patriarca si ammalò e fu ricoverato in ospedale. Il 5 aprile 1925, officiò la sua ultima Divina Liturgia. Morì due giorni più tardi, già venerato dai fedeli come un martire della fede.

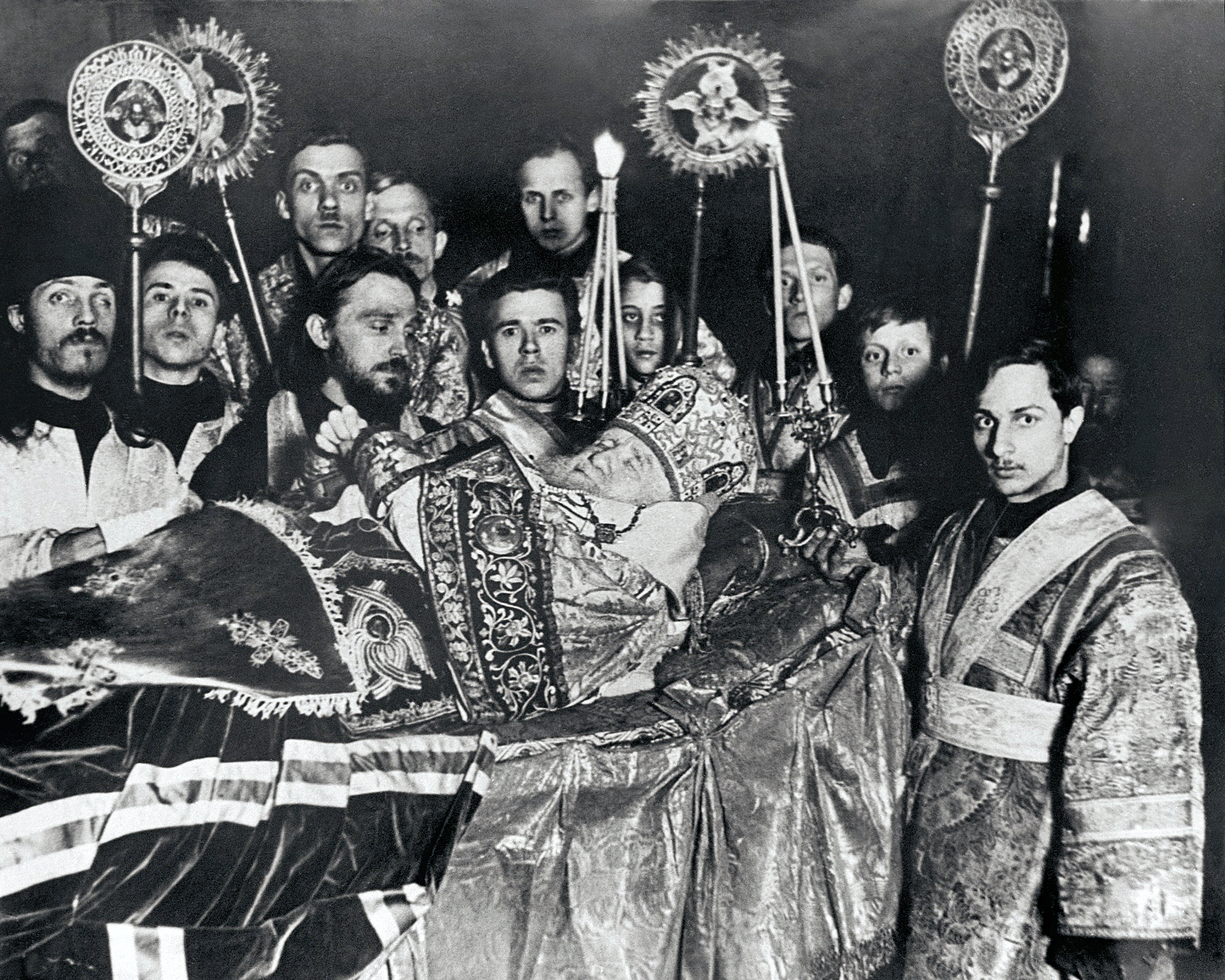
Funerale di Tichon

## Culto
Fu canonizzato dalla Chiesa ortodossa russa nel 1989 e tale processo di canonizzazione è considerato la prima apertura del Regime sovietico nell'era della glasnost'. Le sue reliquie si trovano a Mosca, nel monastero Donskoj.
Il primo novembre 1981 l'allora indipendente Chiesa ortodossa russa fuori dalla Russia lo aveva già canonizzato (insieme a molti altri martiri della persecuzione comunista) a New York con una solenne cerimonia nella cattedrale da lui stesso voluta.